# Bailey's Prairie
Bailey's Prairie is een plaats (village) in de Amerikaanse staat Texas, en valt bestuurlijk gezien onder Brazoria County.

## Demografie
Bij de volkstelling in 2000 werd het aantal inwoners vastgesteld op 694.
In 2006 is het aantal inwoners door het United States Census Bureau geschat op 709, een stijging van 15 (2,2%).

## Geografie
Volgens het United States Census Bureau beslaat de plaats een oppervlakte van
19,9 km², waarvan 19,4 km² land en 0,5 km² water.

## Plaatsen in de nabije omgeving
De onderstaande figuur toont nabijgelegen plaatsen in een straal van 16 km rond Bailey's Prairie.